# Hahnia rossii
Hahnia rossii là một loài nhện trong họ Hahniidae.
Loài này thuộc chi Hahnia. Hahnia rossii được Paolo Marcello Brignoli miêu tả năm 1977.